# Oscar Albarado
Oscar Albarado (* 15. September 1948 in Pecos, Texas, USA; † 17. Februar 2021 in Uvalde, Texas) war ein US-amerikanischer Boxer im Halbmittelgewicht.
Im Juni 1974 nahm Albrado dem Japaner Kōichi Wajima mit einem klassischen K.-o.-Sieg in Runde 15 die Weltmeisterschaftsgürtel der WBC und WBA ab und verteidigte sie am 8. Oktober desselben Jahres gegen Ryu Sorimachi durch technischen K. o. in der 7. Runde. Allerdings verlor er die Gürtel bereits in seiner zweiten Titelverteidigung im Rückkampf gegen Kōichi Wajima durch einstimmige Punktrichterentscheidung.